# Kalenica (góra)

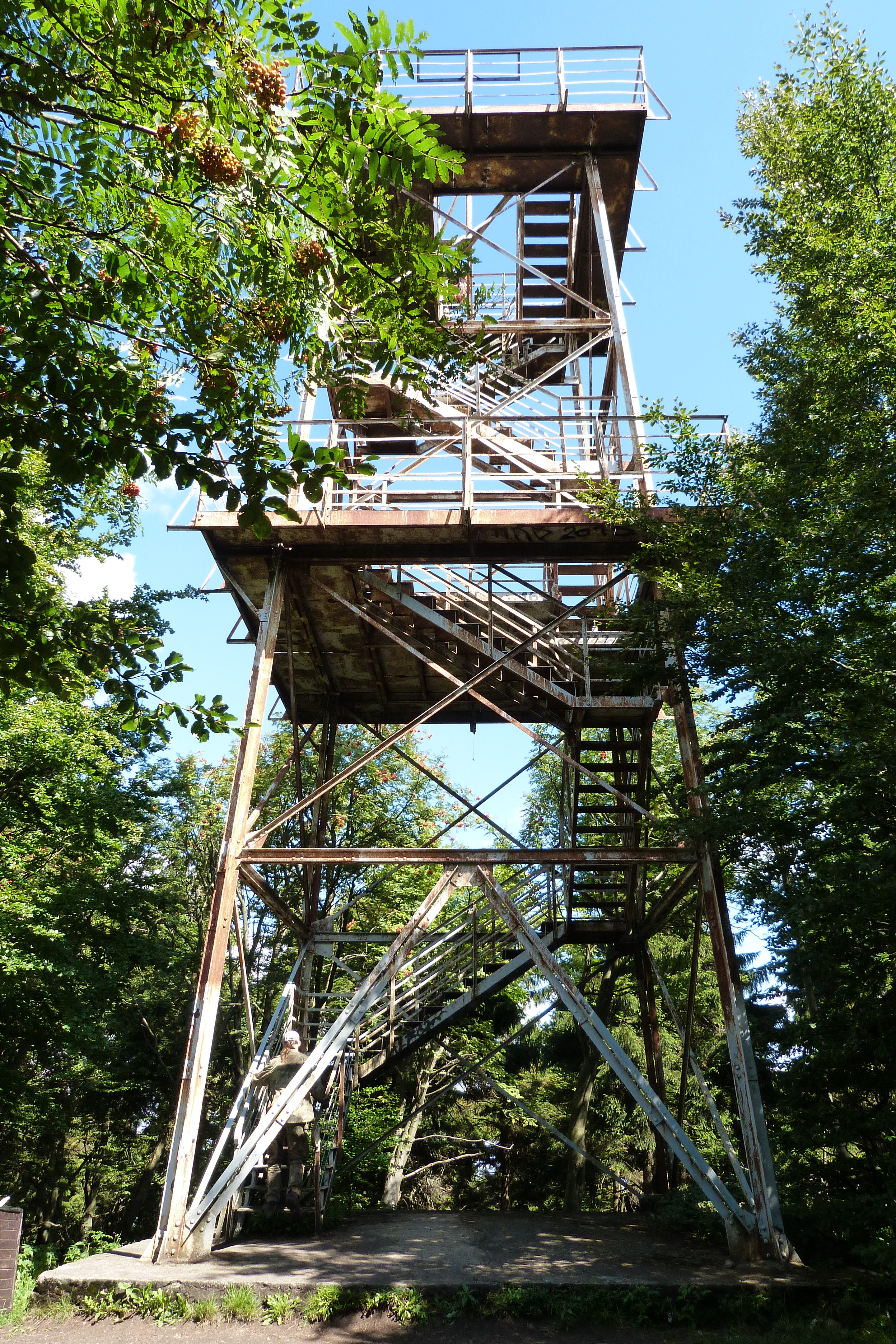
Wieża widokowa na szczycie Kalenicy

Kalenica, niem. Turnberg (964 m n.p.m.) – szczyt w środkowej części Gór Sowich; trzeci pod względem wysokości po Wielkiej (1015 m n.p.m.) i Małej Sowie (972 m n.p.m.).

## Położenie i opis
Szczyt zbudowany jest z prekambryjskich gnejsów i migmatytów. Pokryty jest rumowiskiem skalnym. Ponadto w masywie Kalenicy występują skałki, z których największe noszą nazwę Dzikie Skały.
Na szczycie znajduje się stalowa wieża widokowa, dzięki której można podziwiać panoramę Bielawy, Jugowa i okolic. Została wykonana w Bielawie w 1932 roku, a na szczycie Kalenicy zmontowana w 1933 roku. Budowę wieży sfinansowało Towarzystwo Sowiogórskie (niem. Eulengebirgsverein). Na cześć marszałka  Hindenburga nazwano ją Hindenburgturm. 
14 listopada 2022 zakończono renowację wieży, którą zrealizowano kosztem 330 tys. zł.
Na zboczach położony jest skarłowaciały las bukowy – rezerwat „Bukowa Kalenica”.
W latach 60. XX wieku na szczycie Kalenicy, obok wieży widokowej, nad naziemnym punktem geodezyjnym stała wysoka trójsłupowa drewniana wieża triangulacyjna.
Kalenicę po wybudowaniu na jej szczycie wieży przez pewien okres nazywano Turmberg (Góra z wieżą); nazwę tę można spotkać na przedwojennych mapach i w opracowaniach.
Wcześniej Kalenica nosiła nazwę Kuhberg (Krowia Góra).

## Szlaki turystyczne
Przez szczyt przechodzą dwa szlaki turystyczne:
- czerwony – fragment Głównego szlaku Sudeckiego prowadzący partią grzbietową przez całe Góry Sowie,
- droga Szklary-Samborowice – Jagielno – Przeworno – Biały Kościół – Nieszkowice – Żelowice – Ostra Góra – Niemcza – Gilów – Piława Dolna – Owiesno – Góra Parkowa – Bielawa – Zimna Polana – Kalenica – Bielawska Polana – Zdrojowisko – Nowa Ruda – Tłumaczów – Radków – Pasterka – Karłów – Skalne Grzyby – Batorów – Duszniki-Zdrój – Szczytna – Zamek Leśna – Polanica-Zdrój – Bystrzyca Kłodzka – Igliczna – Międzygórze – Przełęcz Puchacza.